# Gioiello di Middleham

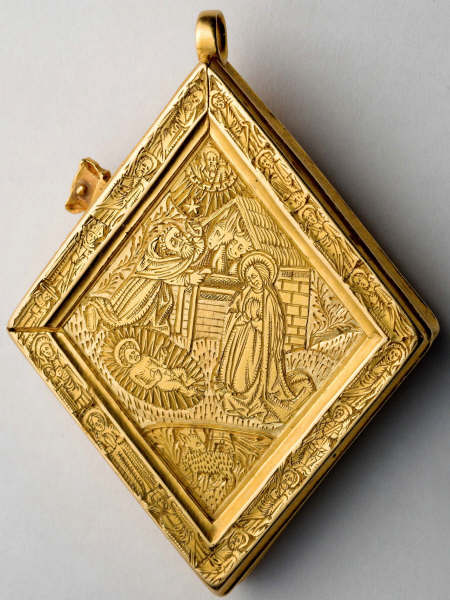
La parte posteriore del gioiello

Il gioiello di Middleham (in inglese: Middleham Jewel) è un famoso ciondolo in oro con zaffiro risalente alla seconda metà del XV secolo, che fu rinvenuto nel 1985 nel villaggio inglese di Middleham (North Yorkshire), nei pressi del castello cittadino. È conservato presso lo Yorkshire Museum di York; una copia si può invece ammirare nel castello di Middleham.
È considerato uno dei migliori esempi di oreficeria gotica medievale inglese mai ritrovati. Tradizionalmente gli venivano attribuiti poteri magici e medicinali.

## Descrizione
Il ciondolo ha un'altezza di 6,4 cm e una larghezza di 4,8 cm e pesa 68 grammi.
Sul ciondolo sono state incise immagini relative alla Trinità e alla nascita (sul retro) e alla morte di Gesù, contornate dalle figure di 15/16 santi. Tra questi figurano san Pietro, san Paolo, san Giorgio (patrono d'Inghilterra), sant'Anna, santa Barbara, santa Margherita d'Antiochia, santa Caterina d'Alessandria e santa Dorotea; altre figure di santi non sono state identificate con certezza, ma è probabile che tra queste vi siano quello di sant'Agostino d'Ippona, san Nicola di Mira, di san Girolamo e di sant'Antonio da Padova.
Un angolo del ciondolo reca la scritta in lingua latina "Che l'agnello di Dio che toglie i peccati dal mondo abbia pietà di noi". L'invocazione è seguita da due parole considerate magiche, ovvero ilTetragrammaton, il nome in ebraico latinizzato di Dio, e Ananizapta (v. anche la sezione "Simbologia e poteri magici associati al gioiello").
Il gioiello veniva un tempo aperto e chiuso tramite una chiave che apriva un pannello scorrevole.
Quando fu rinvenuto conteneva inoltre 3 piccoli tortelli in seta ricamati con dei fili d'oro provenienti forse dalla cappa di un vescovo.

## Storia
Il ciondolo fu rinvenuto interrato nei pressi del castello di Middleham nel settembre del 1985 grazie all'uso di un metal detector  da Ted Seaton. Seaton in quell'occasione sentì un suono della durata di 15 secondi e capì immediatamente di aver rinvenuto un oggetto prezioso.
Non essendo stato giudicato un "cercatore di tesori", Seaton poté vendere il gioiello.
Nel 1986, il gioiello di Middleham fu così battuto all'asta da Sotheby's per la cifra di 1,3/1,4 milioni di sterline. La licenza di esportazione fu però bloccata, in quanto fu accolto l'esposto dello Yorkshire Museum di York, che intendeva acquisire il gioiello.
Lo Yorkshire Museum riuscì quindi ad acquisire il ciondolo nel 1992, pagando 2,5 milioni di sterline, cifra record per un oggetto di oreficeria medievale. La somma fu raccolta grazie a delle donazioni: gran parte della cifra fu donata dal National Heritage Memorial Fund, che contribuì per 1,7 milioni di sterline; 350.000 sterline furono poi donate da John Paul Getty Jr., 180.000 sterline dal National Arts Collections Fund, 75.000 sterline dallo Headley Trust, 60.000 sterline dal Victoria and Albert Museum, 25.000 sterline dalla Goldsmith's Company, mentre 20.000 sterline furono raccolte grazie ad una colletta popolare.
Nel 2010, con la chiusura temporanea dello Yorkshire Museum, venne esposto per diversi mesi al British Museum e venne riportato allo Yorkshire Museum il 1º agosto dello stesso anno, in corrispondenza della riapertura dello stesso.

## Ipotesi sulle origini e sulla proprietaria
È probabile che il gioiello risalga all'incirca all'anno 1475 e che fosse appartenuto ad una donna dell'alta società inglese. Si tratta dell'unico esemplare rinvenuto di quel genere di pendenti che è stato ritratto nei quadri raffiguranti le donne della nobiltà inglese del XV secolo.
La presenza dei 15/16 santi e della raffigurazione della nascita di Gesù ha fatto supporre che la proprietaria fosse una ricca donna religiosa che temeva di non essere in grado di avere figli.
Secondo lo storico John Cherry, potrebbe essere appartenuto ad Anne Beauchamp (1426–92), suocera di Riccardo III d'Inghilterra, la cui presenza nel castello di Middleham è attestata con certezza nel 1473, in occasione della nascita dell'unico figlio di Riccardo.
Altre possibili proprietarie potrebbero essere Cecily Neville, madre di Riccardo III e Anna Neville, la moglie di Riccardo III.

## Simbologia e poteri magici associati al gioiello
Si riteneva che lo zaffiro incastonato sopra la raffigurazione di un crocifisso potesse salvaguardare da varie malattie, quali ulcere, problemi alla vista, emicranie e balbuzie.
La citata parola Ananizapta incisa nel gioiello è invece considerata una parola magica contro l'epilessia e l'ubriachezza.
Si pensa inoltre che potesse proteggere le donne contro il rischio di non avere figli.